# Manel Martínez i Rodríguez
Manel Martínez i Rodríguez (Saragossa, 31 de juliol de 1960) és un físic, investigador i professor de recerca especialitzat en el camp de la física experimental de partícules i astropartícules. Va ser el líder del projecte internacional del Telescopi MAGIC (Major Atmospheric Gamma-ray Imaging Cherenkov) situat a l'Observatori del Roque de los Muchachos a La Palma (Illes Canàries).
Manel Martínez és Professor d'Investigació a l'Institut de Física d'Altes Energies (IFAE), de la Universitat Autònoma de Barcelona (UAB). Ha encapçalat la comunitat d'astronomia de raigs gamma de molt alta energia a nivell estatal, i va co-liderar el projecte internacional de telescopis per a la detecció de raigs gamma còsmics Cherenkov Telescope Array (CTA), sent fins a l'actualitat president del comitè directiu del projecte del LST (Large Size Telescopes).
Anteriorment va treballar en diferents experiments com el Mark-J al col·lisionador e+ e- PETRA al Deutsches Elektronen-Synchrotron (DESY) d'Hamburg (Alemanya), l'experiment ALEPH al col·lisionador e + e- LEP al CERN a Ginebra (Suïssa), i el Dark Energy Survey (DES) al Cerro Tololo (Xile).
Actualment participa en la construcció d'un computador quàntic a Barcelona.

## Premis
El seu treball ha rebut diversos premis traduïts en finançament i subvencions per a la investigació entre els quals destaca el programa Severo Ochoa, amb el que fou guardonat l'IFAE com a centre d'excel·lència i del qual és el Director Científic.
- 2012: Guardó Severo Ochoa.
- 2016: Guardó Severo Ochoa.[10]
- 2019: Premio Tecnología Siglo XXI 2019 en Hito Tecnológico.[11]